# Wegkreuz (Diebach; Nähe Obereschenbacher Weg)

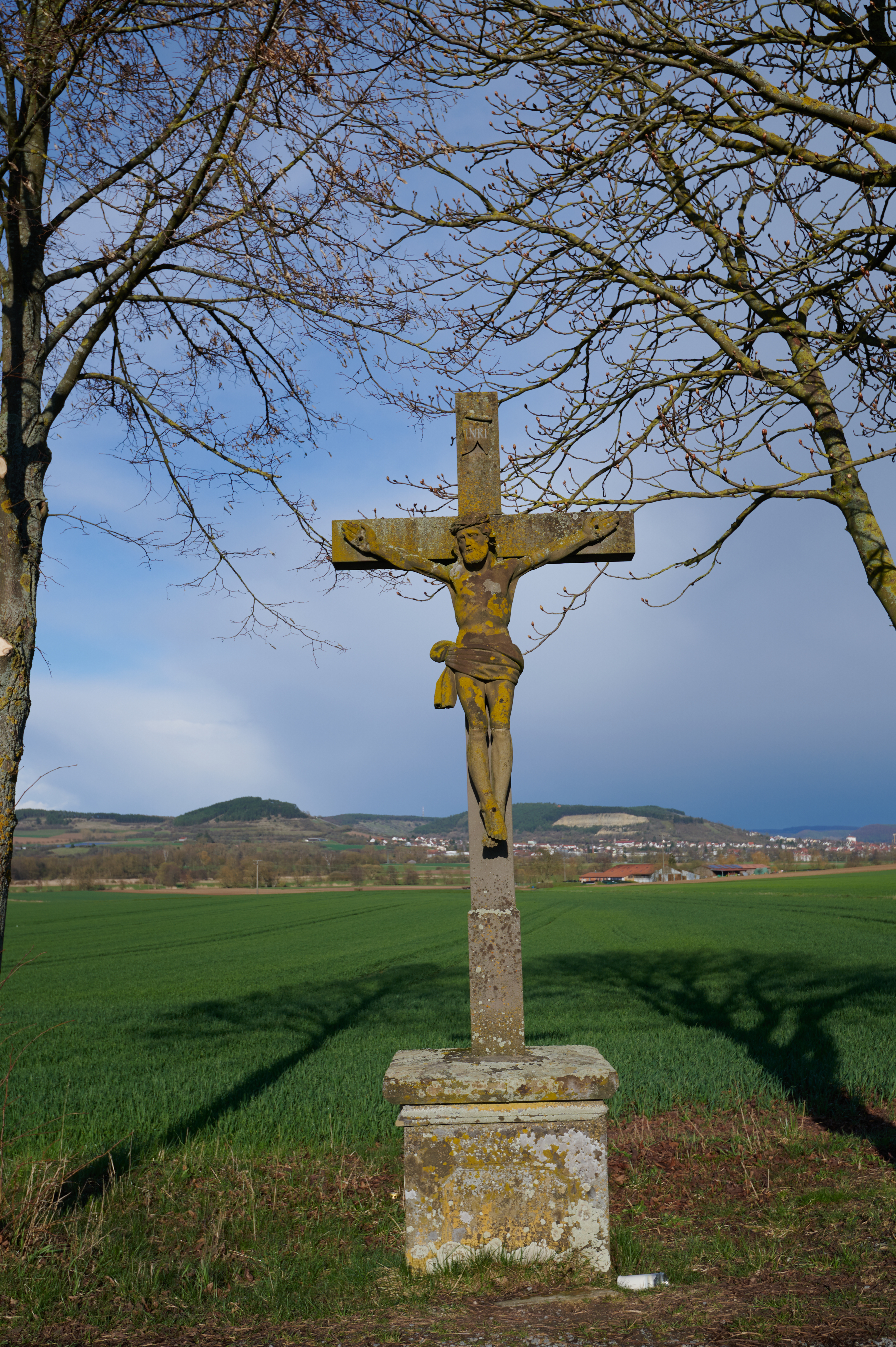
Wegkreuz in Hammelburg, Nähe Obereschenbacher Weg.

Das Wegkreuz Nähe Obereschenbacher Weg befindet sich in Diebach, einem Gemeindeteil der Kleinstadt Hammelburg im unterfränkischen Landkreis Bad Kissingen Nähe Obereschenbacher Weg.
Das Wegkreuz gehört zu den Baudenkmälern von Hammelburg und ist unter der Nummer D-6-72-127-98 in der Bayerischen Denkmalliste registriert.

## Beschreibung
Das 400 cm hohe Wegkreuz besteht aus gelbem Sandstein und entstand im Jahr 1860.
Das Kreuz wird durch eine vom Sockel ausgehende Stange nach hinten abgestützt. Der Stamm hat einen Querschnitt von 19 cm × 17 cm und trägt einen vollplastischen Korpus und keine INRI-Inschrift. Der Sockel hat die Abmessungen 96 cm × 95 cm × 96 cm und trägt auf der Beschauerseite sowie auf der rechten Seite folgende Inschriften:

„Dein Leiden Stärke Uns

Dein Tod Erlöse Uns

O Jesu. Wurde Renoviert Durch

Val. Kihn, Felsenkeller. 1882“

„Dieses Bildniß Hat Zur

Ehre Gottes Errichtet Die

Familie Des Verlebten

Ortsnachbarn Johann

Adam Wald Von Unter

Eschenbach Im Jahre 1860.“